# Virgiliu Postolachi
Virgiliu Postolachi (ur. 17 marca 2000 w Jedyńcach) – mołdawski piłkarz grający na pozycji napastnika w Grenoble Foot 38.

## Kariera klubowa
Urodził się w Mołdawii, jednak już jako dwulatek wyjechał wraz z rodziną do Francji, gdzie jako pięciolatek zaczął trenować piłkę nożną. W 2013 roku trafił do akademii PSG, z której w lipcu 2019 roku trafił do Lille OSC. W lipcu 2020 przeszedł do Royal Excel Mouscron. W styczniu 2021 został wypożyczony do końca sezonu do Vendsyssel FF. W lipcu 2022 podpisał dwuletni kontrakt z UT Arad. W lipcu 2023 podpisał trzyletni kontrakt z Grenoble Foot 38.

## Kariera reprezentacyjna
We wrześniu 2018 roku otrzymał rumuńskie obywatelstwo. Deklarował chęć reprezentowania Rumunii mimo posiadania również mołdawskiego i francuskiego obywatelstwa, jednakże nie otrzymał zgody od FIFA na grę w rumuńskiej kadrze.
W reprezentacji Mołdawii zadebiutował 25 marca 2021 w zremisowanym 1:1 meczu z Wyspami Owczymi. W styczniu 2022 został powołany na mecze towarzyskie z Ugandą i Koreą Południową. 18 stycznia wystąpił w przegranym 2:3 spotkaniu z zespołem z Afryki, a trzy dni później zagrał w przegranym 0:4 meczu z Koreą. 22 września 2022 wystąpił w wygranym 2:1 spotkaniu Ligi Narodów z Łotwą.